# Ticketmaster France
 (juillet 2023).
 (juillet 2023).
- Si vous ne connaissez pas le sujet, laissez ce bandeau (vous pouvez alors contacter les auteurs).
- Si vous supprimez le contenu mis en cause (vous pouvez préalablement contacter les auteurs),

argumentez précisément cette suppression dans la page de discussion
(un manque de référence n'est pas un argument ; une recherche réelle de référence doit avoir été effectuée, être formellement documentée).
 (juillet 2023).
La mise en forme du texte ne suit pas les recommandations de Wikipédia : il faut le « wikifier ».
Les points d'amélioration suivants sont les cas les plus fréquents. Le détail des points à revoir est peut-être précisé sur la page de discussion.
- Les titres sont pré-formatés par le logiciel. Ils ne sont ni en capitales, ni en gras.
- Le texte ne doit pas être écrit en capitales (les noms de famille non plus), ni en gras, ni en italique, ni en « petit »…
- Le gras n'est utilisé que pour surligner le titre de l'article dans l'introduction, une seule fois.
- L'italique est rarement utilisé : mots en langue étrangère, titres d'œuvres, noms de bateaux, etc.
- Les citations ne sont pas en italique mais en corps de texte normal. Elles sont entourées par des guillemets français : « et ».
- Les listes à puces sont à éviter, des paragraphes rédigés étant largement préférés. Les tableaux sont à réserver à la présentation de données structurées (résultats, etc.).
- Les appels de note de bas de page (petits chiffres en exposant, introduits par l'outil «  Source ») sont à placer entre la fin de phrase et le point final[comme ça].
- Les liens internes (vers d'autres articles de Wikipédia) sont à choisir avec parcimonie. Créez des liens vers des articles approfondissant le sujet. Les termes génériques sans rapport avec le sujet sont à éviter, ainsi que les répétitions de liens vers un même terme.
- Les liens externes sont à placer uniquement dans une section « Liens externes », à la fin de l'article. Ces liens sont à choisir avec parcimonie suivant les règles définies. Si un lien sert de source à l'article, son insertion dans le texte est à faire par les notes de bas de page.
- La présentation des références doit suivre les conventions bibliographiques. Il est recommandé d'utiliser les modèles {{Ouvrage}}, {{Chapitre}}, {{Article}}, {{Lien web}} et/ou {{Bibliographie}}. Le mode d'édition visuel peut mettre en forme automatiquement les références.
- Insérer une infobox (cadre d'informations à droite) n'est pas obligatoire pour parachever la mise en page.

Pour une aide détaillée, merci de consulter Aide:Wikification.
Si vous pensez que ces points ont été résolus, vous pouvez retirer ce bandeau et améliorer la mise en forme d'un autre article.
Ticketmaster France est le nom du site web exploité par Ticketnet, entreprise française de vente de billets de spectacles, d'événements sportifs et de loisirs, mais aussi un éditeur de logiciel de billetterie de spectacles. L'entreprise est une filiale du groupe Ticketmaster, elle-même détenue par Live Nation Entertainment.
C'est le second site du secteur après France Billet.

## Historique
L'entreprise Ticketnet est créée en 1997, par Atos (50 % du capital) et le groupe Horode (50 % du capital), composé d'entreprises de billetteries (Dannco & Mardev et Reserv).
En 1999, Virgin Megastore et le groupe Auchan entrent à hauteur de 33 % du capital de Ticketnet via Disticket (50 % du capital chacun). Les 64 % restants appartenant à Shapte (Atos à 50 %, et Horode à 50 %). En mars 2000, M6 Web rachète les parts de Atos, soit 33 % du capital.
En 2002, M6 Web se sépare de ses actions au profit de Horode, qui devient donc seul actionnaire de Shapte.
De 2006 à fin 2010, les actionnaires sont Shapte (Horode) et Disticket (Auchan, Virgin Megastore/Groupe Hachette Distribution Services). Le 9 novembre 2010, Live Nation Entertainment, Inc., qui a fusionné le 25 janvier 2010 avec le géant de la billetterie Ticketmaster Entertainment, Inc., rachète Ticketnet. La société est alors détenue à 100 % par Live Nation Entertainment, Inc.
En juillet 2012 a lieu le lancement de la version belge, détenue par Net Events Media (Groupe Rossel) et Ticketnet France.
En juin 2014, le site internet de Ticketnet change de nom et devient Ticketmaster.fr mais le nom de la société reste inchangé.